# E-Flux
e-Flux electronic flux corporation är en informationstjänst som startade i januari 1999 och som skapades av konstnären Anton Vidokle. e-Flux är en gratis emailbaserad prenumerationstjänst angående kulturella händelser, utställningar etc i Nordamerika och Europa.